# Ernst Leonard Lindelöf
Ernst Leonard Lindelöf (Helsinque, 7 de março de 1870 — Helsinque, 4 de junho de 1946) foi um matemático finlandês.
Diversos teoremas lembram seu nome, dentre os quais o teorema de Picard-Lindelöf, bem como o asteroide 1407 Lindelöf.

## Biografia
Lindelöf estudou na Universidade de Helsinki, onde completou seu doutorado em 1893, tornou-se um docente em 1895 e professor de Matemática em 1903. Ele era um membro da Sociedade Finlandesa de Ciências e Letras.
Além de trabalhar em um número de diferentes domínios matemáticos incluindo análise complexa, topologia, equações diferenciais ordinárias e a função gama, Lindelöf promoveu o estudo da história da matemática finlandesa. Ele é conhecido por o teorema de Picard-Lindelöf em equações diferenciais e o princípio de Phragmén–Lindelöf, um dos vários refinamentos do princípio do módulo máximo, que ele provou na teoria da função complexa.